# Peterskirche (Wallrabenstein)

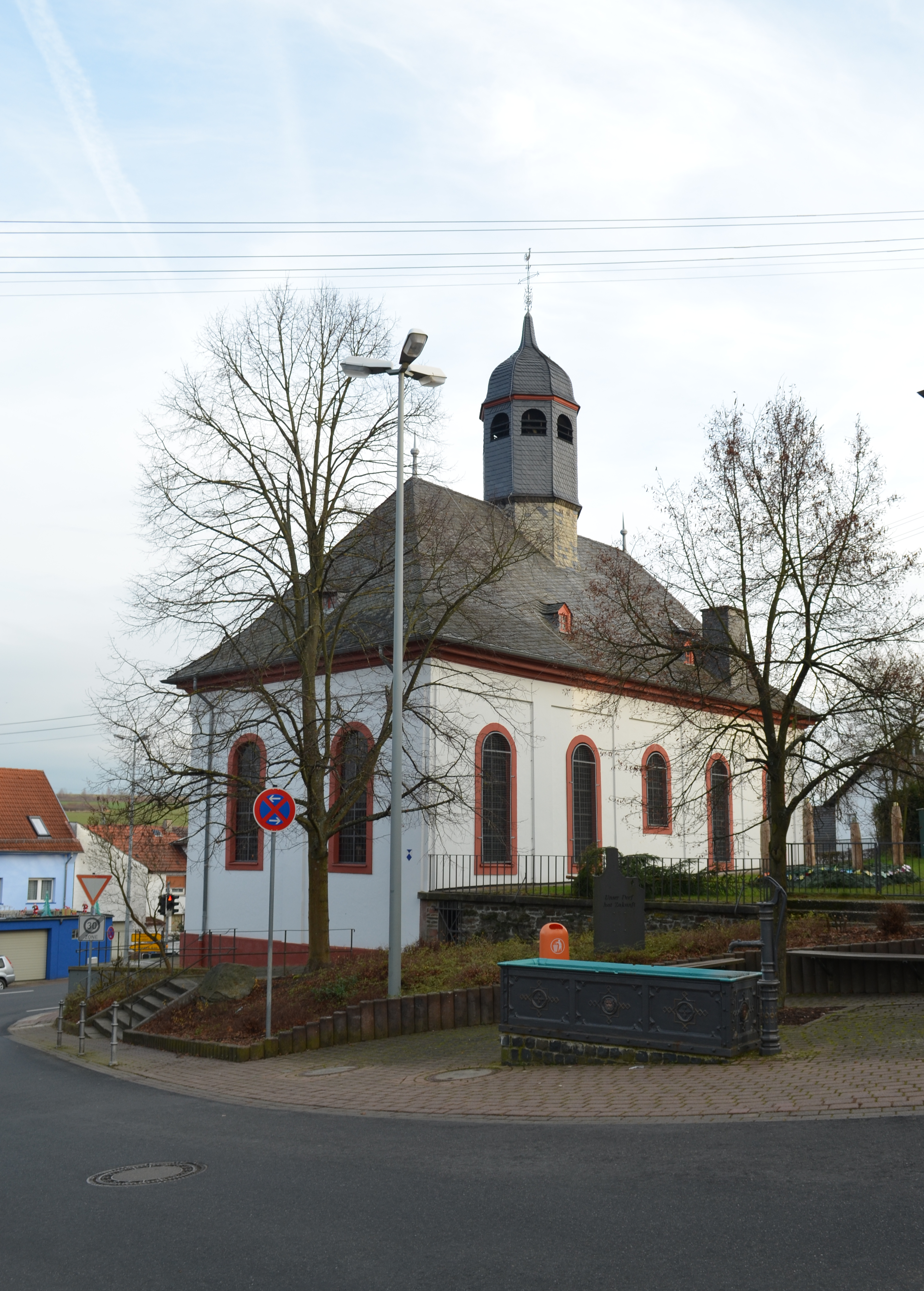
Peterskirche (Wallrabenstein)

Die Evangelische Peterskirche ist ein denkmalgeschütztes Kirchengebäude, das in Wallrabenstein steht, einem Ortsteil der Gemeinde Hünstetten im Rheingau-Taunus-Kreis in Hessen. Die Orts-Kirchengemeinde Wallrabenstein gehört zur Gesamtkirchengemeinde Lukas und Peter Wörsbachtal im Dekanat Rheingau-Taunus in der Propstei Rhein-Main der Evangelischen Kirche in Hessen und Nassau. Namensgeber der Kirche ist der Apostel Petrus.
Der Grundstein der Kirche, entworfen von Friedrich Sonnemann, wurde am 18. Mai 1706 gelegt, nachdem 1705 die nahe bei der Burg gelegene Vincenzkirche eingestürzt war. Am 22. Juli 1708 wurde sie eingeweiht. Das Äußere war erst 1735 fertiggestellt.

## Beschreibung
Die schlichte Saalkirche hat ein mit Schiefer gedecktes Walmdach. Aus dem Walmdach des erhebt sich in der Mitte ein achteckiger, verschieferter Dachreiter, der mit einer Glockenhaube bedeckt ist. 
Der Innenraum mit Emporen an drei Seiten ist in Längsausrichtung mit einem flachen Tonnengewölbe überspannt. Die Kirchenausstattung stammt aus der Bauzeit. Die mit Intarsien verzierte Kanzel aus dem Jahre 1575 an der Seite des Altars wurde aus der Vincenzkirche übernommen. Die Orgel wurde 1710 von Johann Heinrich Heinio gebaut. Das Taufbecken hat Johann Martin Sattler um 1700 geschaffen.